# Isernia (provins)
Isernia är en provins i regionen Molise i Italien. Isernia är huvudort i provinsen. Provinsen etablerades 1970 när den bröts ut ur provinsen Campobasso.

## Administrativ indelning
Provinsen Isernia är indelad i 52 comuni (kommuner). Alla kommuner finns i lista över kommuner i provinsen Isernia.

## Geografi
Provinsen Isernia gränsar:
- i norr mot provinserna L'Aquila och Chieti
- i öst mot provinsen Campobasso
- i syd mot provinsen Caserta
- i väst mot provinsen Frosinone